# Julian Reus
Julian Reus (Alemania, 29 de abril de 1988) es un atleta alemán, especialista en la prueba de 4 × 100 m en la que llegó a ser subcampeón europeo en 2016.

## Carrera deportiva
En el Campeonato Europeo de Atletismo de Helsinki 2012 ganó la medalla de plata en los relevos 4 × 100 metros, tras Países Bajos y por delante de Francia (bronce).
Cuatro años después, en el Campeonato Europeo de Atletismo de 2016 ganó la medalla de bronce en la misma prueba, con un tiempo de 38.47 segundos, llegando a meta tras Reino Unido (oro) y Francia (plata), siendo sus compañeros de equipo: Sven Knipphals, Roy Schmidt y Lucas Jakubczyk.